# Золотурнский диалект
Золоту́рнский диале́кт (нем. Solothurnisch) — диалект немецкого языка, один из швейцарских диалектов (верхне)алеманнского ареала. Распространён в швейцарском кантоне Золотурн.
Золотурнский диалект не един с точки зрения лингвистических особенностей. В регионе распространены три различных диалекта, имеющих общие черты. Три диалекта охватывают районы Золотурна, Ольтенса, Дорнек-Тирштайна. Золотурнский диалект вплотную подходит к бернскому, аргаускому и базельскому диалектам.